# Щедрик білогорлий
Ще́дрик білогорлий (Crithagra albogularis) — вид горобцеподібних птахів родини в'юркових (Fringillidae). Мешкає в Південній Африці.

## Опис

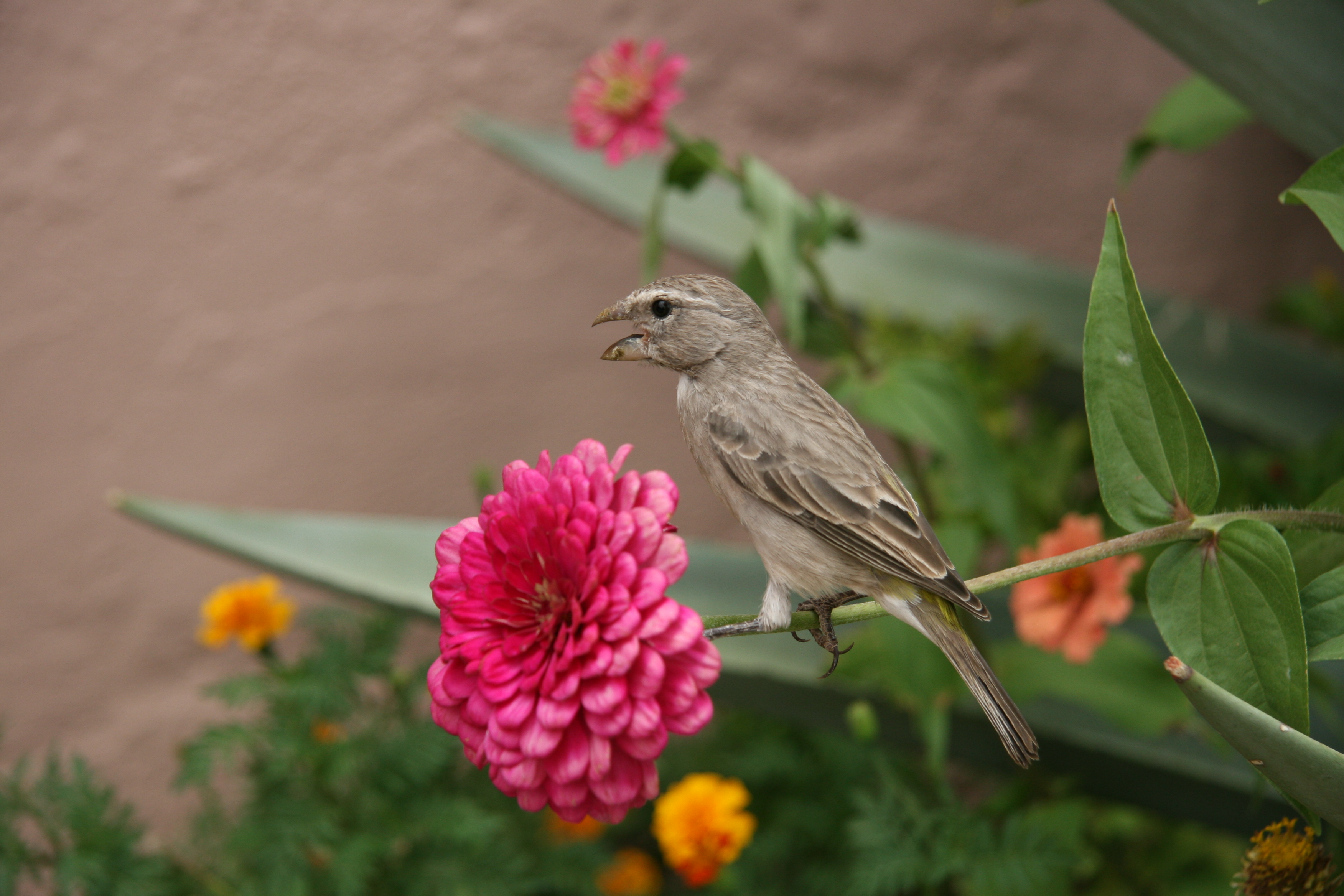
Білогорлий щеврик

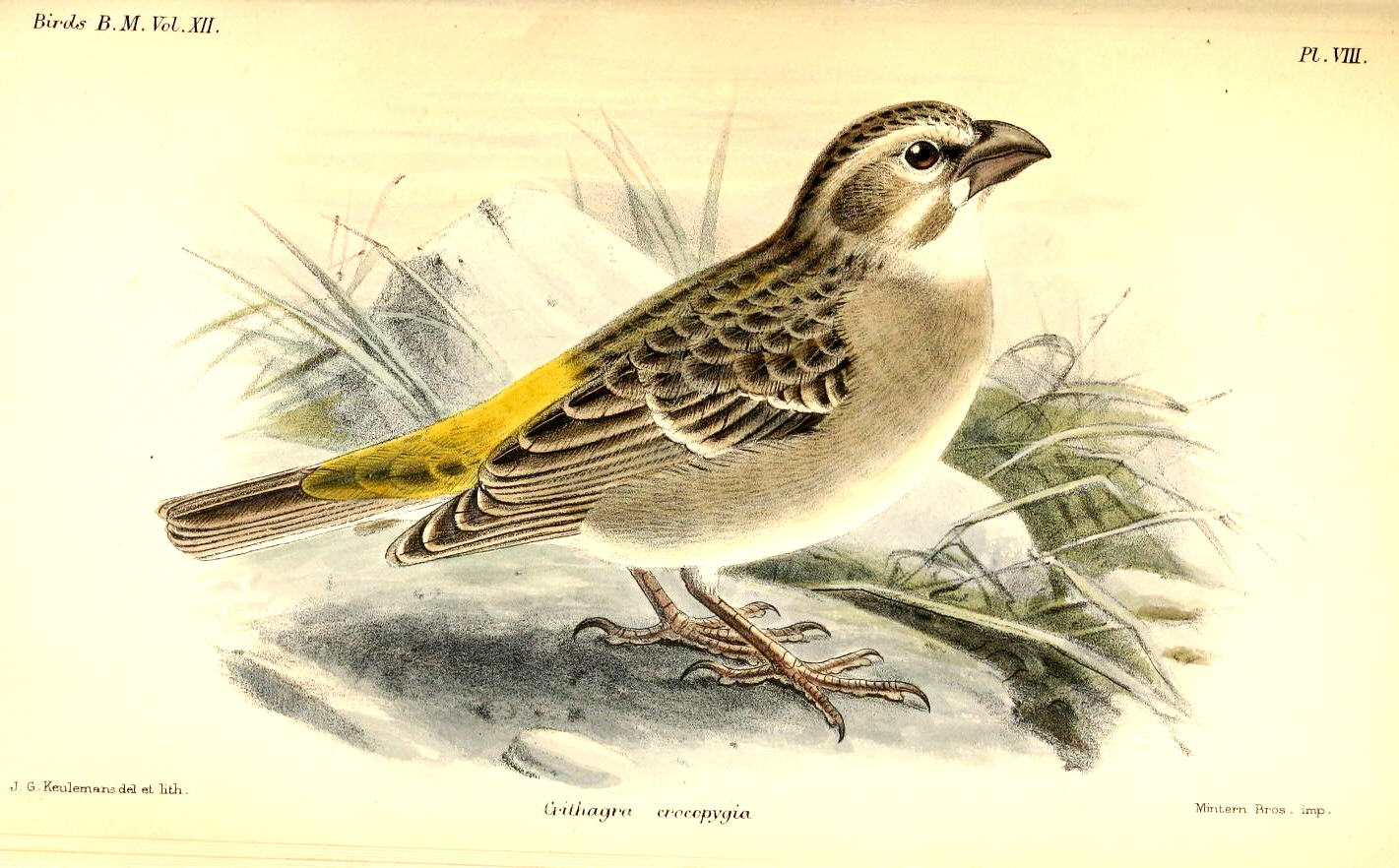
Білогорлий щеврик

Довжина птаха становить 13,5-15 см, вага 13-34 г. Верхня частина тіла бурувато-сіра, горло і нижня частина тіла сірі. Над очима білуваті "брови", під дзьобом білуваті "вуса", горло і гузка білуваті, надхвістя жовте. Дзьоб міцний, чорнуватий, знизу біля основи світліший. Лапи тілесно-чорні, очі темно-карі. Виду не притаманний статевий диморфізм, забарвлення молодих птахів подібне до забарвлення дорослих.

## Підвиди
Виділяють чотири підвиди:
- C. a. crocopygia (Sharpe, 1871) — південно-західна Ангола і північна Намібія;
- C. a. sordahlae (Friedmann, 1932) — центральна і південна Намібія і північний захід ПАР;
- C. a. orangensis Roberts, 1937 — центр ПАР;
- C. a. albogularis Smith, A, 1833 — захід і південь ПАР.

## Поширення і екологія
Білогорлі щедрики мешкають в Анголі, Намбії, Ботсвані, Південно-Африканській Республіці і Лесото. Вони живуть в сухих чагарникових заростях, на високогірних луках і пустищах кару, в напівпустелях і пустелях. Живляться переважно насінням, а також пагонами, ягодами і дрібними комахами. В кладці від 3 до 6 яєць, інкубаційний період триває 2 тижні.